# Вулканизам
Вулканизам (лат. Vulkanus – бог ватре и ковачког заната у римској митологији) представља све појаве и процесе који се односе на стварање ужарене масе тј. магме у Земљиној унутрашњости, на њено кретање и избијање, као и избијање пратећих појава врелих гасова и чврстих маса на површину. Под утицајем експлозивних гасова магме долази до избијања (изливање) вулканског материјала из Земљине унутрашњости, односно до појаве коју зовемо вулканска ерупција. Отвор на Земљиној површини кроз који се врши избијање пара, гасова и другог вулканског материјала назива се кратер (лат. crater - чаша). Дјеловањем вулканских процеса, односно избијањем магме на површини Земље стварају се вулканске купе, плоче и платои.
Вулканска активност је учествовала у свим стадијумима Земљине еволуције и у формирању рењефа литосфере. Сматра се да је око 95% литосфере сачињено од магматских стена.
Он је последица унутрашње Земљине топлоте, и његова појава најчешће је везана за места на којима се тектонске плоче додирују тј. граниче.

## Вулканизам конвергентних граница
У зони субдукције, где се две плоче сударају односно једна се подвлачи испод друге, најчешћа је појава вулканизма. У овој зони се океанска плоча подвлачи испод друге океанске или континенталне плоче, долаѕи до одређене дубине на којој влада врло висока температура, довољна за топљење стенског материјала. Топљењем настаје магма, ужарена-тестаста маса.
Магма која је тек настала, ређа је самим тим и лакша, па се уздиже изнад стена које је окружују. Како се уздиже она те стене и топи, меша се са њима, а често и избија на површину. Тада настају вулкани. Углавном вулкани експлозивног типа.
Најпознатији појасеви у којима се јавља овакав тип вулакнизма су:
1. „Ватрени појас Пацифика”
2. Медитеран

## Вулканизам дивергентних граница
У зони дивергенције две тектонске плоче се размичу. Настаје простор са малим притиском, затим се магма издиже, и попуњава „празан” простор. Овим процесом најчешће настају штитасти вулкани, који најчешће формирају вулканска острва.
За ове вулканске појасеве везују се мирна изливања магме.
Највећи број вулкана је везан за ову врсту вулканизма. А најпознатија зона је Атлантски-средње-океански гребен.

## Вулканизам врућих тачака
Ова појава везана није везана за границе тектонских плоча, већ за њихову унутрашњост.
Постоје многе теорије о пореклу и особинама врућих тачака, али за сада оне свакако нису до краја проучене нити објашњене. Познато је да се због високе температуре магма издиже и избија на површину.
Најпознатији пример јесу Хаваји.

## Вулкански облици
Облици вулканског рељефа јављају се у рељефу Земљине површине као последица вулканске активности.
Елементарни облик вулканског рељефа је вулканска купа. Представља узвишење настало нагомилавањем пирокластичног материјала и изливањем лаве током вулканских ерупција. На врху вулканске купе налази се зјапећи, левкасти отвор који се назива кратер. Кратер се у дубину наставља на вертикални, цилиндрични канал који представља гротло вулкана. Гротло има облик димњака који силази до вулканског резервоара, испуњеног усијаном магмом. Кратер и гротло представљају основне морфолошке елементе вулканске купе. Вулканска купа са кратером и гротлом обухваћена је општим именом вулкан.
Изливање лаве из кратера врши се у виду лавичних потока. Ови потоци имају морфолошки значај који се испољава у виду маскирања, препокривања постојећих облика у рељефу и стварању нових, акумулативних вулканских облика.
Вулканске плоче јављају се у рељефу хлађењем и консолидацијом лаве која је разливена на великим површинама. Оне могу имати знатне површине и дебљине. Плоча вулкана Обадарун на Исланду имала је површину од 3684 km². Вулканске плоче знатне дебљине и пространства називају се вулканским платоима. Платои постају вишеструким изливањем лавичних потока током геолошке прошлости. Примери вулканских платоа су Декан у Предњој Индији, базалтни платои Фарских острва, Исланда, Сирије, Патагоније итд.
По престанку вулканске активности, вулканске плоче бивају поступно разаране под утицајем ерозије. Током времена, од њих заостају у рељефу мање, изоловане лавичне плоче које су морфолошки изразите. Таквих плоча и остатака од њих има у Њу Мексику. Типичне базалтске плоче јављају се код села Младо Нагоричане, недалеко од Куманова.

## Плутонска тела
Плутонска тела или плутони постају када магма кристалише испод површине Земље, утиснута у стене Земљине коре. Приликом утискивања магме у постојеће стене Земљине коре могу се образовати два типа плутонских тела. Први тип ових тела, која су паралелна (сагласна) постојећим стенама, називамо „конкордантним”. „Дискордантна” плутонска тела је назив за други тип и она пресецају постојеће стене под неким углом.
Конкордантна тела већих димензија су: „лаколити”, „лополити” и „факолити”. Конкордантно жично тело назива се „сил” или „склад”.
Површински највећа дискордантна тела зову се „батолити”, док су „штокови” нешто мањих димензија и заправо представљају делове батолита. Дискордантна жична тела називају се „дајкови” и „апофизми”. Под жичним телом у геологији подразумева се тело које има једну димензију изразито мању од остале две, а најчешће се ради о испуњеним пукотинама.